# Francesc I de Bretanya
Francesc I (en bretó: Fransez I, en francès François I) conegut com l'Estimat (Gwened, 11 de maig de 1414 – Castell de l'Ermini, 19 de juliol de 1450), va ser duc de Bretanya, comte de Montfort i comte titular de Richmond, des de 1442 fins a la seua mort.

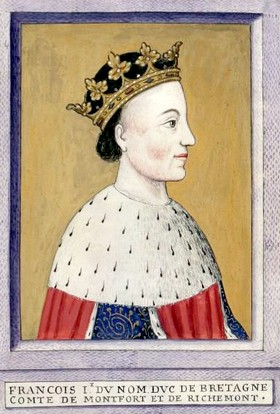
Francesc I de Bretanya

Criat a França, va participar en la part final de la Guerra dels Cent Anys i el 1449 va lluitar al capdavant de sis mil homes sota el comandament del seu oncle Artur de Richemont el conestable, del qual que va ser nomenat cavaller i va ajudar a expulsar els anglesos de Normandia. El seu lema era: "No hi ha més rei que Déu" i va aconseguir una reconciliació amb la família de Penthièvre.
Un germà (i hereu), Gil de Bretanya, era amic d'Enric VI d'Anglaterra, que havia fer cremar a Joana d'Arc, i era un cavaller de renom que representava els interessos anglesos a Bretanya dirigint el partit favorable a l'aliança amb Anglaterra, política a la que llavors s'oposaven els prínceps bretons i la cort de Bretanya. Francesc l'havia fet arrestat i enviat a presó el 1446. Gil va morir assassinat el 1450. Encara que no se sap si Francesc ho havia ordenat, o si l'assassinat va ser el resultat de l'acció individual d'un dels seus cavallers, Francesc va ser assaltat pel remordiment (i va morir poc temps després).
El 1446 va concedir al seu camarlenc Briand III Châteaubriant-Beaufort (que ocupava aquest càrrec des de 1439), el dret a celebrar una fira anual al poble de Plerguer
D'acord amb la seva voluntat, va ser enterrat davant l'altar de l'església abacial de Saint-Sauveur-de-Redon al país de Vannes. La seva tomba va ser traslladada a una de les capelles de la girola el 1780 i destruïda durant la Revolució. La seva vídua, la duquessa Isabel d'Escòcia, li va sobreviure fins a 1494 i va ser enterrada a Vannes.

## Família
Fill de Joan V el Savi i de Joana de Valois o de França, princesa de França filla del rei Carles VI. Va succeir al seu pare com a duc de Bretanya i comte de Montfort.
Es va casar per primera vegada a Nantes el 28 d'agost de 1431 amb Violant o Iolanda d'Anjou (1412 † 1440), filla de Lluís II, comte d'Anjou i Provença, i de Iolanda d'Aragó, i va tenir Reinald (nascut el 1434, mort el 1439)
Vidu al cap de 9 anys, es va tornar a casar a Auray el 30 d'octubre de 1442 amb Isabel d'Escòcia (1426 † vers 1494), filla de Jaume I Stuart, rei d'Escòcia i Joana Beaufort, i va tenir:
- Margarida de Bretanya (1443 † 1469), que es va casar el 1455 amb Francesc II de Bretanya
- Maria de Bretanya (1446 † 1511), es va casar el 1462 amb Joan II, vescomte de Rohan († 1516) i comte de Porhoët

Malgrat les protestes de la cort d'Escòcia, aquestes dues princeses no van ser reconegudes hereves del ducat. Francesc va triar com a hereu el seu germà Pere de Guingamp (Pere II de Bretanya). Aquest no tenia fills i per evitar qualsevol possible conflicte, el duc va fer casar a la seva neboda Margarida de Bretanya amb Francesc d'Étampes (després Francesc II de Bretanya), el segon en ordre de successió, i la jove Maria amb Joan de Rohan, el principal baró Bretanya.

## Galeria

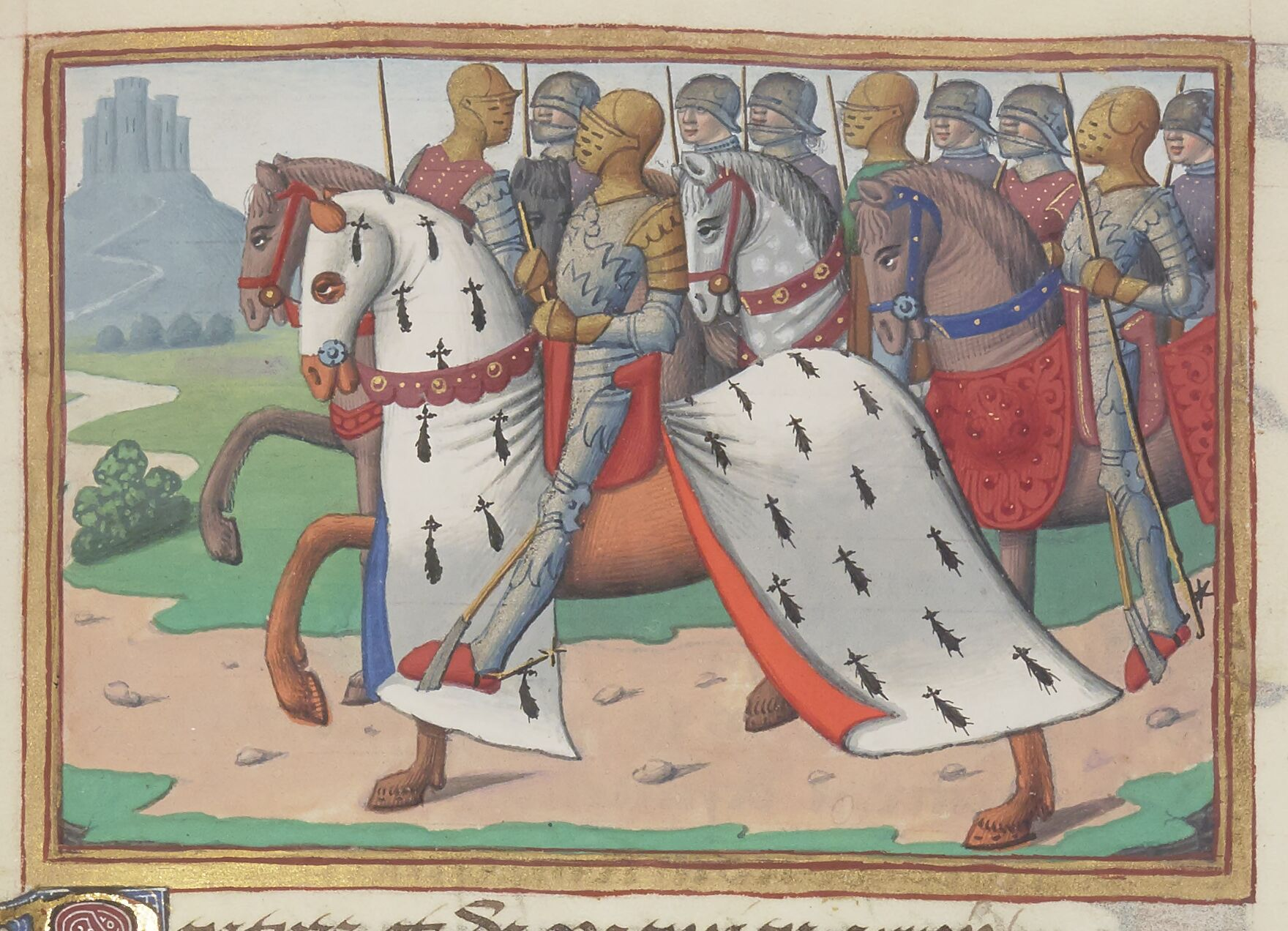
Francesc I i el seu exèrcit per Marcial d'Alvèrnia, segle XV a l'obra Vespres de Carles VII.
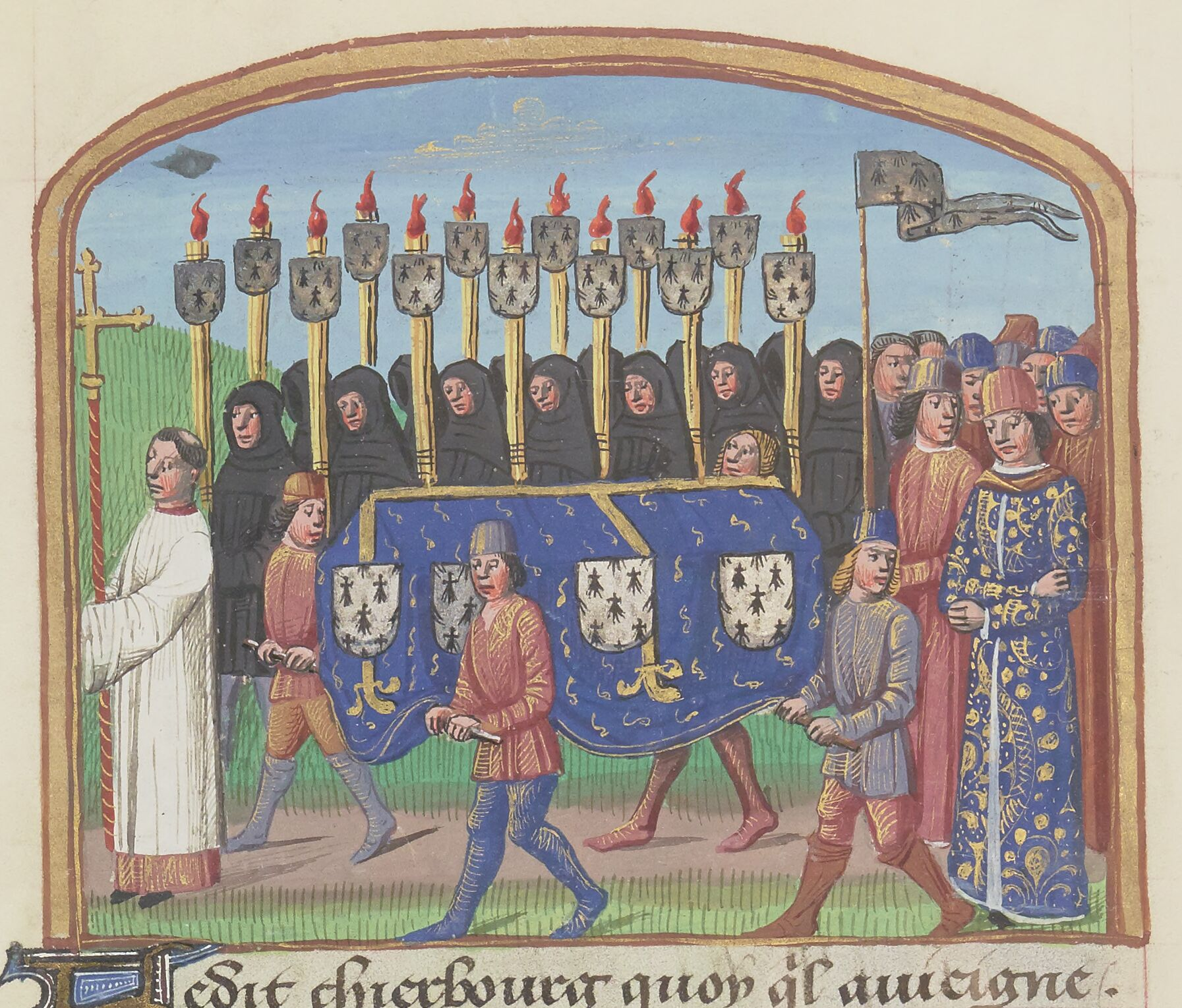
Funerals de Francesc I, per Marcial d'Alvèrnia.
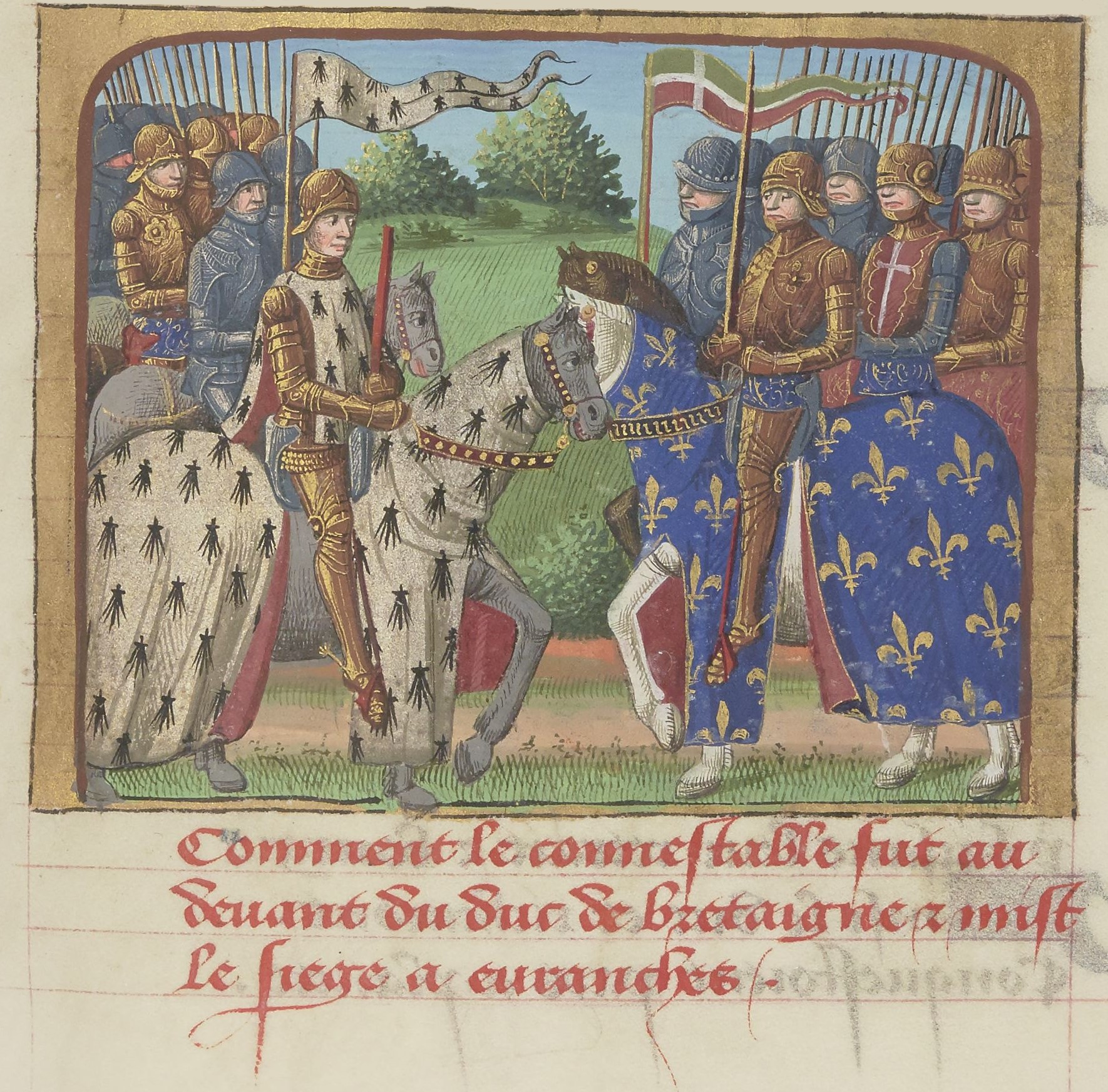
Francesc I i Artur III de Bretanya
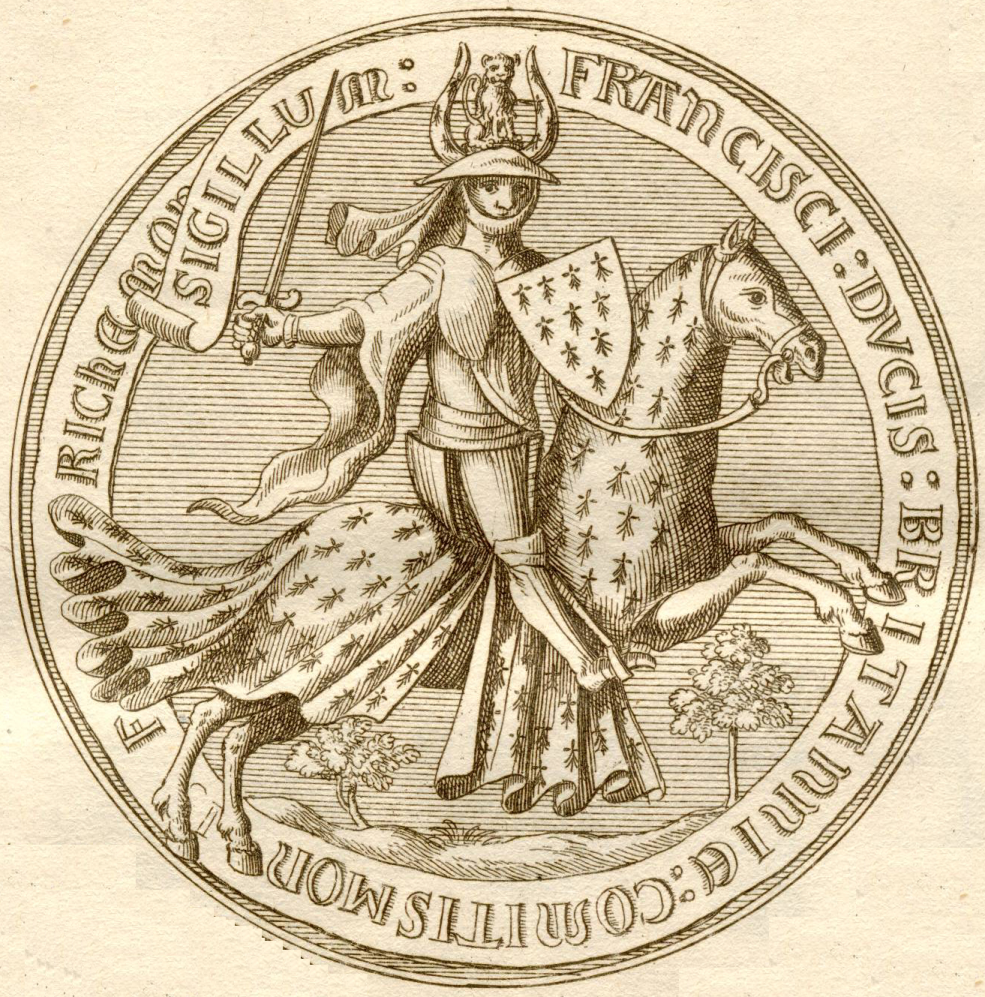
segell del duc